# Дейвид Ангстън
Дейвид Ангстън (на английски: David Angsten) е американски сценарист, режисьор и писател на произведения в жанра трилър.

## Биография и творчество
Дейвид Джеймс Ангстън е роден през 1955 г. в Чикаго, Илинойс, САЩ. Учи в Гринъл Колидж и Американския университет в Рим и Париж. Учи сценаристика в Калифорнийския университет в Лос Анджелис и завършва с бакалавърска степен от Университета на Илинойс в Шампейн.
Първоначално е работи в Чикаго като автор и режисьор на видеоклипове, документални филми, късометражни филми и анимации за „Rainbow Productions“. Половинчасова му драма „Notes from a Lady at a Dinner Party“ е избрана за конкурс в Кан. Работи като анализатор и старши редактор на „Atchity Entertainment International“.
Първият му роман „Златният дявол“ от поредицата „Нощно море“ е публикуван през 2006 г. Завършилите колежа Джак Дюран и приятелите му Рок и Дъф тръгват на пътешествие, но изчезването на брата на Джак в Мексико ги отвежда в Пуерто Валярта. Към тях се присъединяват собственик на яхта и двете му придружителки. Те откриват търсеният от брата на Джак потопен кораб от 19 век, носещ несметно съкровище, но в дълбините гмуркачите започват да изчезват един по един.
Дейвид Ангстън живее със семейството си в Западен Холивуд на Лос Анджелис.

## Произведения

### Самостоятелни романи
- The Assassin Lotus (2014)

### Серия „Нощно море“ (Night-Sea)
1. Dark Gold (2006)
Златният дявол, изд.: ИК „Бард“, София (2007), прев. Елена Кодинова
2. Night of the Furies (2008)